# کریستن مک‌منامی
کریستن مک‌منامی (انگلیسی: Kristen McMenamy؛ زادهٔ ۱۳ دسامبر ۱۹۶۴) یک مانکن و هنرپیشه اهل ایالات متحده آمریکا است.